# Mitologia basca

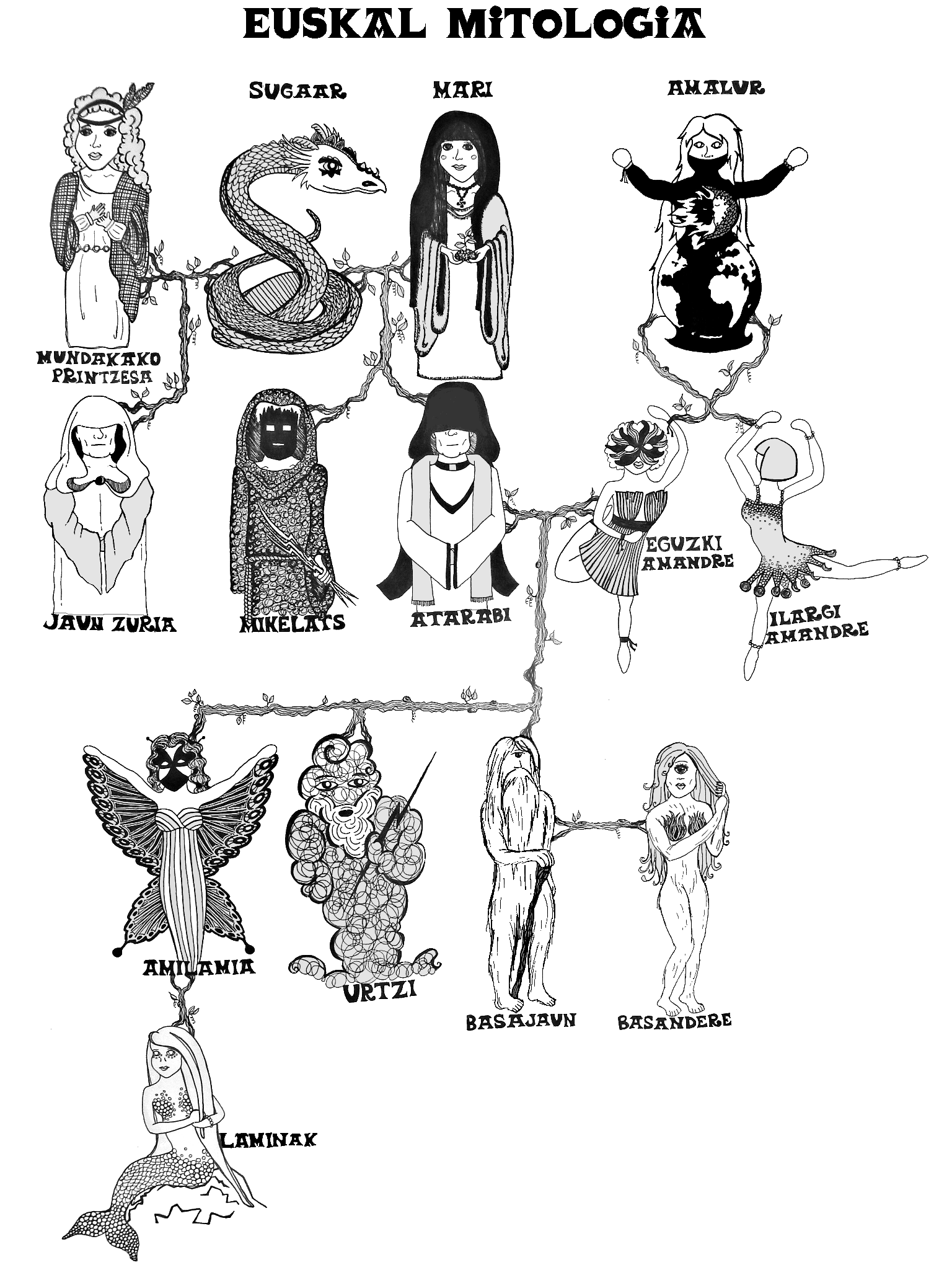
Arbre genealògic de la mitologia basca

La mitologia basca és el conjunt de creences i mites precristians dels bascos. Tot i la intensa cristianització soferta en l'últim mil·lenni i les persecucions de la Inquisició, el poble basc ha conservat nombroses llegendes que parlen d'una mitologia pròpia molt antiga. Aquesta mitologia ha estat recollida al llarg del segle xx per estudiosos com J. M. Barandiarán i J. Caro Baroja, entre d'altres. Les llegendes de pobles veïns romanitzats, com les de l'Alt Aragó o Astúries mostren una sorprenent similitud.
L'antiga religió basca sembla estar centrada en una divinitat central de caràcter femení, que rep el nom de Mari. El seu consort masculí rep el nom de Maju o Sugaar.
Encara que hi ha nombroses referències a l'existència d'una divinitat celeste, anomenada Urtzi, i que podria ser assimilable al Júpiter romà o al Déu cristià, aquest sembla no tenir cap paper en les llegendes, i és probablement una incorporació d'origen exterior.
L'antiga religió basca és, per tant, de caràcter ctònic, i tots els seus personatges tenen el seu cau a la Terra i no al firmament, que sembla com un paratge buit pel qual Mari o Maju viatgen de muntanya a muntanya, o pasturen ramats de núvols.
Altres personatges de la mitologia basca són les lamies, els mairus, els iratxos, Basajaun, Gaueko, Tartalo, els galtzagorris, el drac primigeni o Herensuge, les sorgines o bruixes, els jentils, Aatxe, etc.

## Deïtats

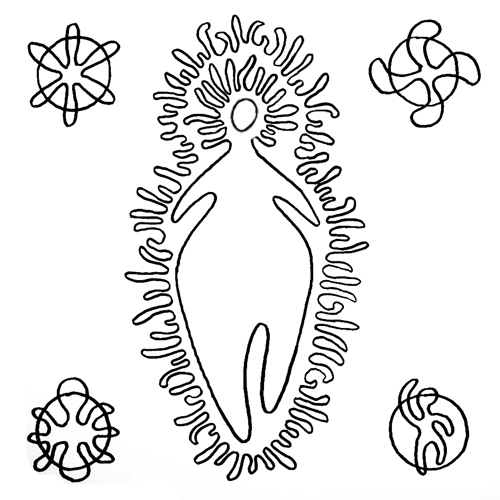
Representació de la principal deïtat, Mari

## Esperits i altres figures

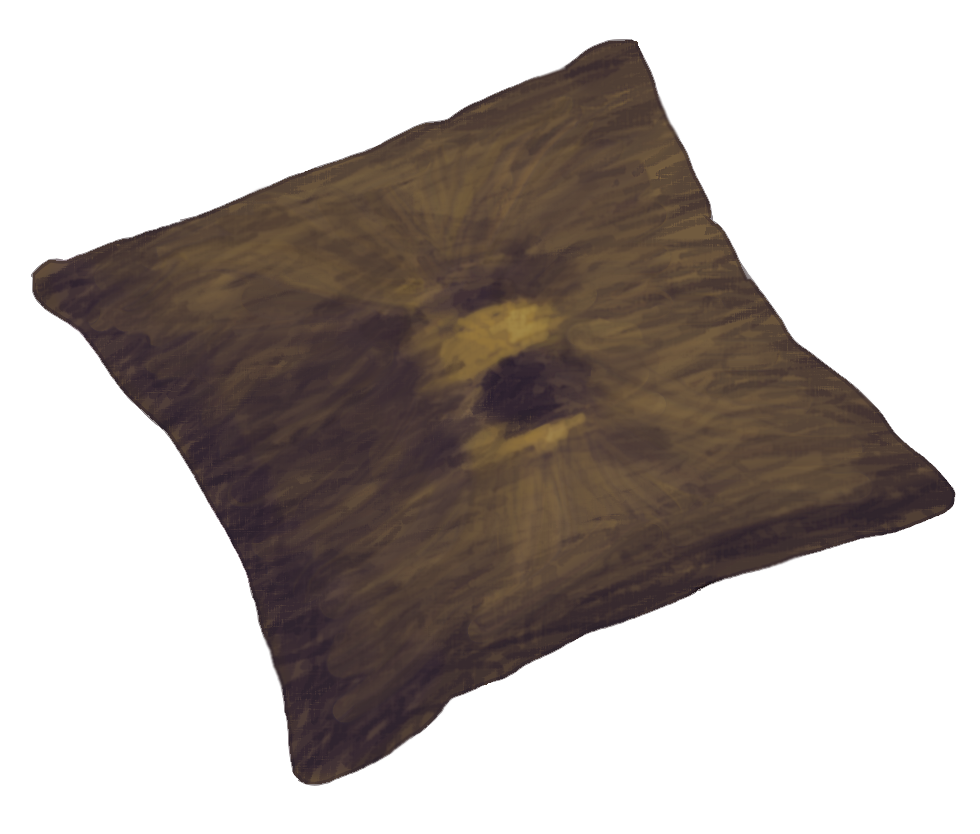
Gaizkin és un monstre que apareix dins dels coixins aglomerant-ne les plomes i formant una figura amb forma de cap de gall.

## Raons de la seva supervivència

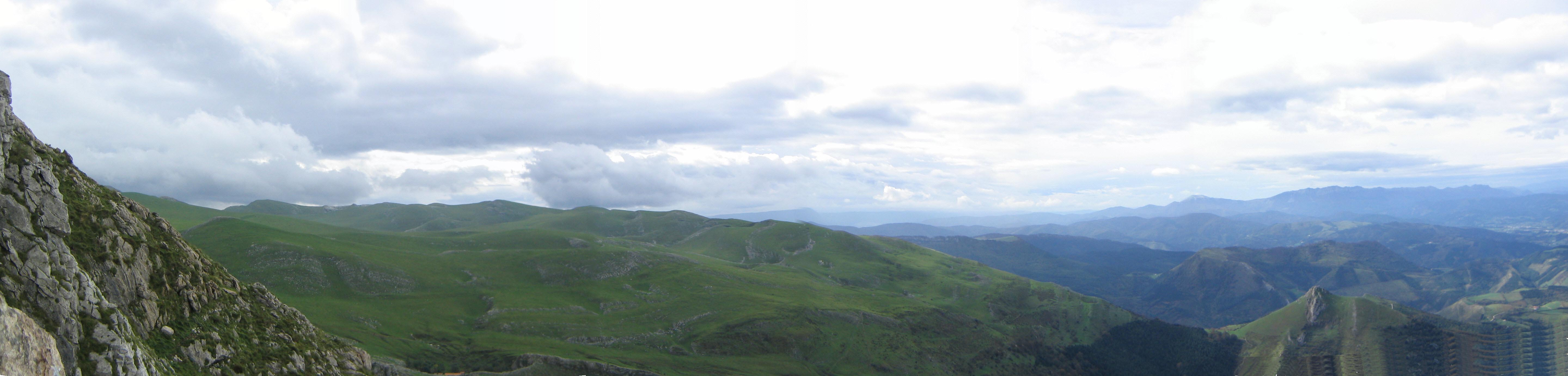
Panoràmica de la Serra d'Aralar, on el 1971 es va descobrir un antic assentament important de jentils (pagans) a Jentilen Sukaldea.